# Jean-Claude Ricquebourg

## Biographie
Jean Claude Ricquebourg est un acteur et scénariste français basé en Espagne.
En France, son pays de naissance, il a étudié la littérature et est diplômé en philologie anglaise et hispanique, mais son intérêt pour l'informatique l'a amené à se former et à développer toute sa carrière en tant qu'ingénieur. Plus tard, il découvre sa passion pour le théâtre en jouant "Casanova" au Carnaval de Venise 2007. Cet événement a éveillé en lui une passion profonde pour les arts de la scène, l'amenant à se former comme acteur à Los Angeles, Barcelone et Paris. Il maîtrise parfaitement le français, l'espagnol et l'anglais.
Il commence sa carrière d'acteur en Espagne, en collaborant à plus de 30 courts métrages, avant de jouer ses premiers rôles à la Télévision et au grand écran.
En 2011, il joue dans une mini-série télévisée Tornarem pour la chaîne TV3. En 2015, il participe à la série Águila Roja, aux côtés de Carmen Maura et Miryam Gallego. Plus tard, il interprète un capitaine français dans la série Queens. En 2017, il participe au tournage de la série à succès Vivir sin permiso avec José Coronado. En 2019, il joue un rôle dans Gli orologi del diavolo , une production diffusée sur RAI1.
En 2020, il tourne son premier rôle de co-vedette en Iran, dans la série «Everlasting Days» réalisée par Javad Shamaqdari, pour IRIB TV1 (Channel1). La même année, il collabore également à la nouvelle saison de "Los hombres de Paco" "aux côtés de Paco Tous et Pepón Nieto.
il est actuellement en train de tourner le rôle de Christophe Colomb dans l'ADN de Colón", et est impliqué dans plusieurs projets de séries et de longs métrages.
En tant que scénariste, il vient d'écrire son premier scénario de long métrage, "Le dernier voyage", qui est en phase de financement.

## Filmographie

### Cinéma

#### Longs métrages
- 2007 :  Hombre cero, de Carles Schenner - (le géomètre).
- 2008 :  Embrión, de Gonzalo López - (José, le patron).
- 2009 :  Panzer chocolate, de Robert Figueras - (Soldat Nazi) .Trailer.
- 2010 :  Catalunya uber alles, de Ramon Termens -  (Artan Musaraj, Mafieu Kosovar) .
- 2011 :  Red Lights, de Rodrigo Cortés - (Assistant de "Simon Silver", Robert De Niro).
- 2016 :  La Promesse (The Promise) de Terry George - (Le capitaine français avec Jean Reno).
- 2018 :  Boi de  Jorge M Fontana - (Eduardo).
- 2019 :  C'est toi - Olivier.

#### Courts et moyens métrages (Sélection)

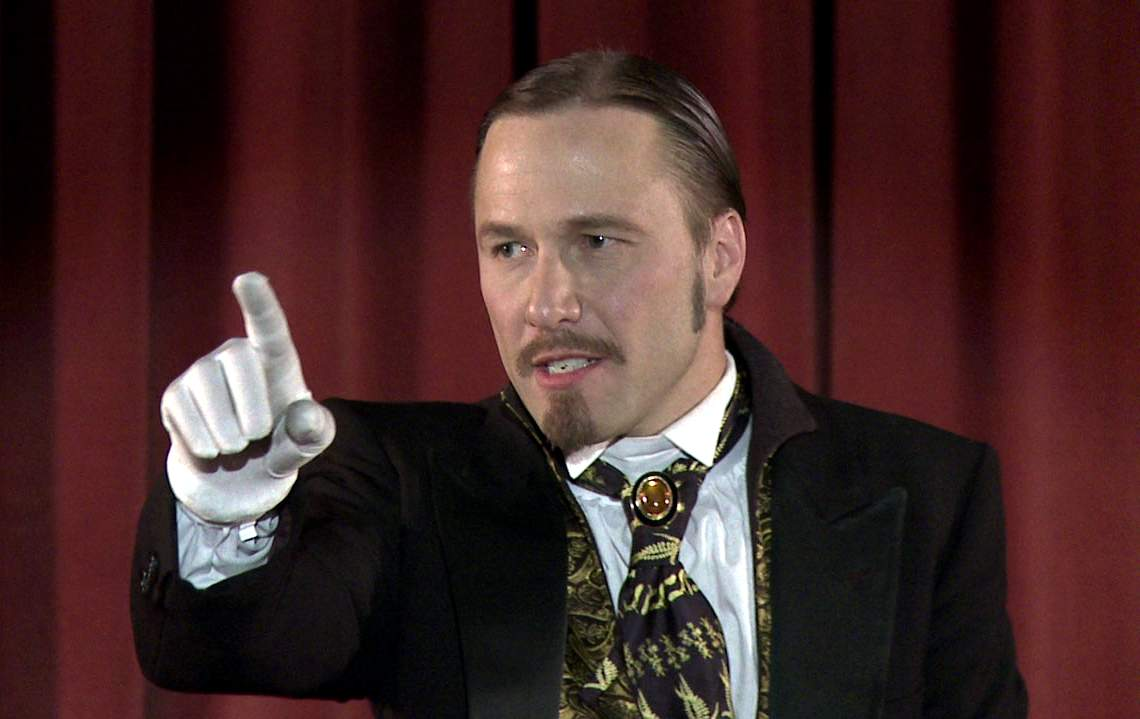
Jean Claude dans "una ventana al futuro".

- 2007 : Super 35 mm. Dir.: Sagrado Nova - (Le mari).
- 2007 : Novilunio 35 mm. Dir.: Roberto Chinet - (Le docteur).
- 2007 : Miércoles: SCORSESE - (Le vigile).
- 2008 : Una ventana al futuro - (Le présentateur).
- 2008 : Crónica de un secuestro, de Sergi Cameron - (L'inspecteur de police).
- 2008 : La condición humana - (Dracula).
- 2009 : La belleza de la señora patata, de Fernando Polanco Muñoz - (Le docteur).
- 2009: Barri Barceloneta, Dir.: Eli Dalmau - ESCAC - (Pécheur).
- 2009 : Fuck John Lennon, de Luhuna Carvalho - (Alan, le dealer).
- 2010: Apollo 11, Dir.: Daniel Serra - (Stanley Kubrick).
- 2010: Death & Co, Dir.: Daniel Piera Pallàs - (Death).
- 2012:  The birth of a new Yin Yang , Dir.: Rubén Jiménez Sanz - (Captain).
- 2015: El circo del Francés , Dir.: Rubén Jiménez Sanz - (Jean Marc).

### Télévision

#### Séries télévisées
- 2011 : Tornarem , (Nous reviendrons) de Felip Solé. Mini serie, TV3 - (Chef des brigades spéciales de la police Française).

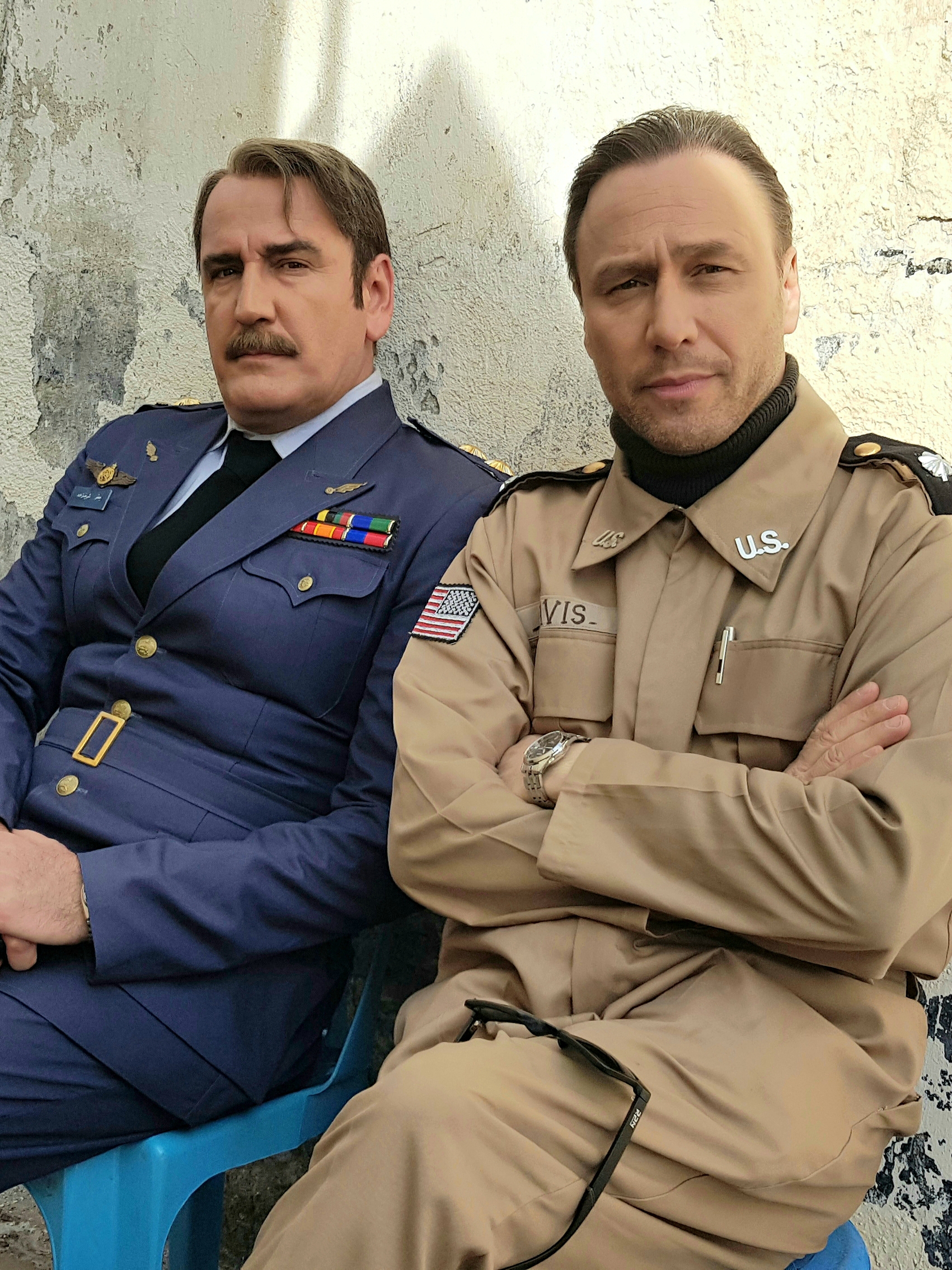
Avec l'acteur Saleh Mirzaaghaei, sur le set de «Everlasting Days». (Iran, 2020)

- 2015:  L'Aigle rouge , (Águila Roja ) de Miguel Alcantud, Globomedia - RTVE - (Représentant de la justice Française).
- 2017:  La Lumière de l'espoir , (La llum d'Elna) de Silvia Quer - (Guinard).
- 2017:  Reinas, de José Luis Moreno - (Capitaine Français).
- 2018:  Permis de vivre, (Vivir sin permiso) Netflix - TV5 - (Marcel).
- 2019:  Gli orologi del diavolo, RAI1 - (Funzionario Francese).
- 2020:  Everlasting days, IRIB TV1 - (Capitaine Davis).
- 2020:   Los hombres de Paco, RTVE - (Lombard).

### Publicité
- 2007 : TDT - Espagne
- 2007 : Mitsubishi - Espagne
- 2008 : Burger King - Espagne
- 2008 : Antena 3 - Espagne
- 2009 : DeCine - Espagne
- 2009 : La CAIXA - Espagne
- 2009 : O2 - République tchèque
- 2017 : 99,3 RESPONSIBLE, Espagne
- 2018 : La caixaenginyers, Espagne
- 2019 : SNCF RENFE , Classe preferente, France, Espagne
- 2019 : SIXT , I am an american, France